# شاخ‌ها (فیلم ۲۰۲۱)
شاخ‌ها (انگلیسی: Antlers) فیلمی در ژانر ترسناک فراطبیعی محصول سال ۲۰۲۱ به کارگردانی اسکات کوپر و نویسندگی کوپر، نیک آنتوسکا و سی. هنری چیسون است. از بازیگران آن می‌توان به کری راسل، جسی پلمونس، گراهام گرین، اسکات هیز، روری کاکرین و ایمی مدیگان اشاره کرد.
شاخ‌ها، قرار بود در تاریخ ۱۷ آوریل ۲۰۲۰، توسط استودیو سینمایی سرچ لایت پیکچرز در ایالات متحده به نمایش درآید، اما به دلیل همه‌گیری بیماری کووید ۱۹ اکران آن ابتدا به ۱۹ فوریه ۲۰۲۱ و سپس به ۲۹ اکتبر ۲۰۲۱ موکول شد.